# Saint-Jean-d’Hérans
Saint-Jean-d’Hérans ist eine französische Gemeinde mit 308 Einwohnern (Stand: 1. Januar 2022) im Département Isère in der Region Auvergne-Rhône-Alpes (vor 2016: Rhône-Alpes). Sie gehört zum Arrondissement Grenoble und zum Kanton Matheysine-Trièves.

## Geographie
Die Gemeinde Saint-Jean-d’Hérans liegt in der Landschaft Trièves, etwa 37 Kilometer südlich von Grenoble. Der hier aufgestaute Fluss Drac begrenzt die Gemeinde im Norden. Umgeben wird Saint-Jean-d’Hérans von den Nachbargemeinden Saint-Arey im Norden, Cognet im Norden und Nordosten, Châtel-en-Trièves im Osten, Mens im Süden, Cornillon-en-Trièves im Westen und Südwesten sowie Mayres-Savel im Nordwesten. Die höchste Erhebung im Gemeindegebiet ist der 1074 m hohe Gipfel des Serre Vulson.

## Bevölkerungsentwicklung
| Jahr                       | 1962 | 1968 | 1975 | 1982 | 1990 | 1999 | 2006 | 2012 | 2021 |
| -------------------------- | ---- | ---- | ---- | ---- | ---- | ---- | ---- | ---- | ---- |
| Einwohner                  | 314  | 227  | 210  | 218  | 233  | 242  | 295  | 301  | 299  |
| Quellen: Cassini und INSEE |      |      |      |      |      |      |      |      |      |

## Sehenswürdigkeiten
- Schloss Collet-de-Vulson, 1616 erbaut
- Kirche Saint-Jean-Baptiste
- Protestantische Kirche
- Pont de Ponsonnas, Brücke über den Fluss Drac

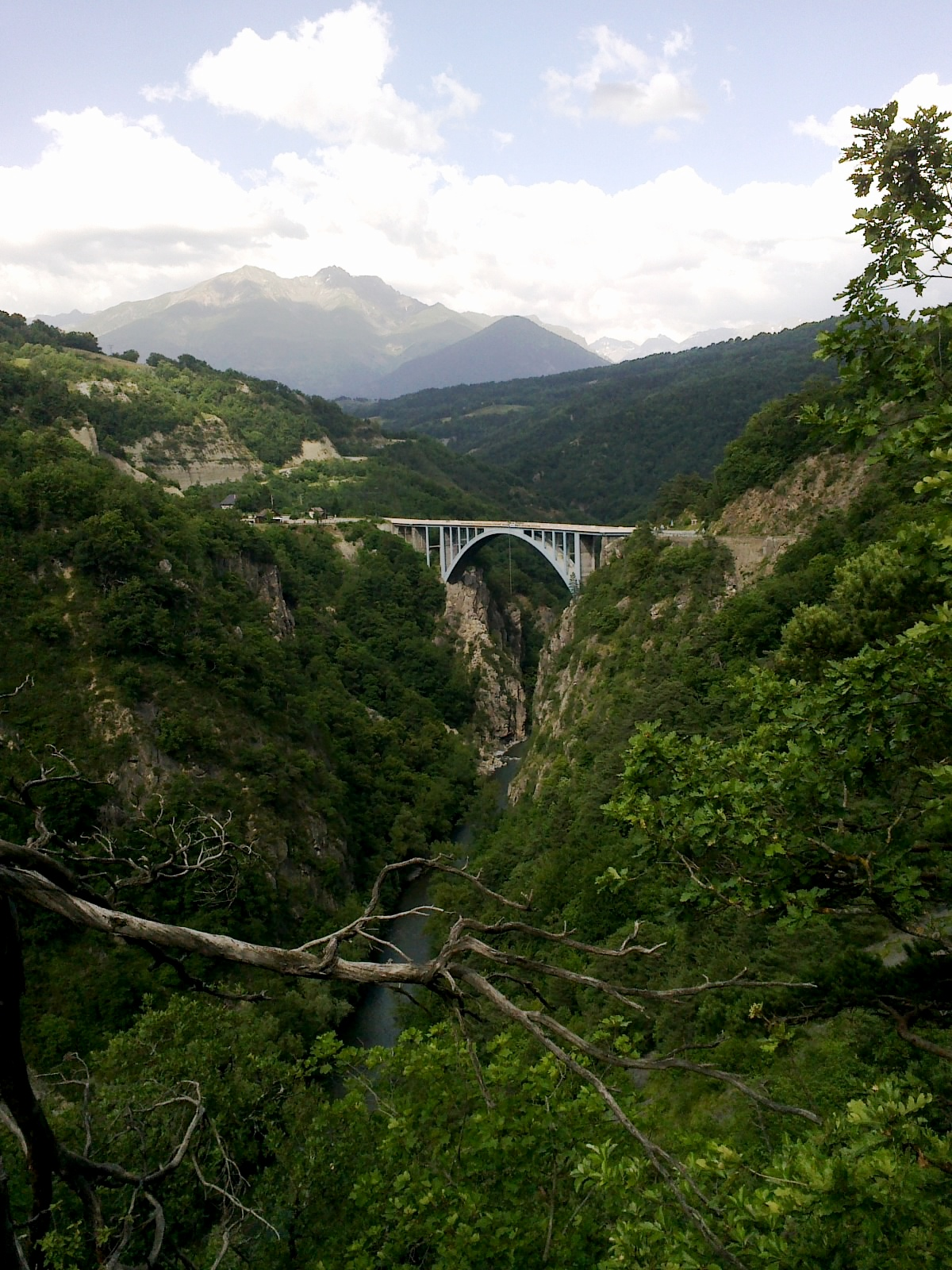
Drac-Brücke